# Balázs Gábor (hangmérnök)
Balázs Gábor (Budapest, 1962. november 26. –) Balázs Béla-díjas magyar hangmérnök, egyetemi tanár.

## Életpályája
Televíziós, dokumentumfilmek gyártásával, szinkronizálásával, hangtechnikájával foglalkozik. 2007-től a Színház- és Filmművészeti Egyetemen osztályvezető tanár, 2010-től tanszékvezető. 2013-ban az egyetemen DLA fokozatot szerzett. Igazságügyi szakértőként is tevékenykedik.

## Fontosabb filmes munkái
- Valaki kopog (2000)
- Boldog születésnapot! (2003)
- Állítsátok meg Teréz anyut! (2004)
- Rokonok (2006)
- Konyec (2007)
- Egon & Dönci (2007)
- Kalandorok (2008)
- Hajónapló (2009-2010)
- Szabadesés (2014)
- Swing (2014)
- Mancs (2015)
- Hurok (2016)
- Aranyélet (2015-2016)
- Jupiter holdja (2017)
- Napszállta (2018)
- Trezor (2018)
- Post mortem (2020)

## Díjai és kitüntetései
- Aranymikrofon-díj (2005)
- Balázs Béla-díj (2009)
- Nyakkendő-díj (2010)
- Legjobb hang – dokumentumfilm (A mindenség szerelmese – Juhász Ferenc 90’) és tévéfilm (Trezor) kategóriában is, 5. Magyar Filmhét (2019)[2]